# Serravalle Scrivia
Serravalle Scrivia (piemontiul: Seraval Scrivia) település Olaszországban, Piemont régióban, Alessandria megyében. Lakosainak száma 5871 fő (2023. január 1.). Serravalle Scrivia Arquata Scrivia, Cassano Spinola, Novi Ligure, Stazzano, Vignole Borbera és Gavi községekkel határos.

## Népesség
A település lakossága az elmúlt években az alábbi módon változott:
| Lakosok száma | 6062 | 5993 | 5871 |
|               | 2017 | 2018 | 2023 |